# 阿拉善黄鼠
阿拉善黄鼠（学名：Spermophilus alashanicus）一种分布于中国北方和蒙古国南部等地区的啮齿动物，隶属于松鼠科黄鼠属。本种能够携带14种鼠疫菌，是鼠疫的重要传播者，在中国黄土高原西北边缘区存在一个以本种为主要宿主的鼠疫自然疫源地－甘宁黄土高原阿拉善黄鼠鼠疫自然疫源地。

## 分类地位
阿拉善黄鼠原被视为达乌尔黄鼠（Spermophilus dauricus）的一个亚种，1975年有学者提供了本种成为独立物种的证据，分子序列研究也支持阿拉善黄鼠为独立物种。